# Bletia purpurata
Bletia purpurata är en orkidéart som beskrevs av Achille Richard och Henri Guillaume Galeotti. Bletia purpurata ingår i släktet Bletia och familjen orkidéer. Inga underarter finns listade i Catalogue of Life.